# 教会法大全
教会法大全（拉丁語：Corpus Juris Canonici）是适用于天主教拉丁礼教会的教会法汇编，编纂于中世纪12世纪中期至15世纪中期，分为六篇，第一篇为《格拉提安教令集》。1918年由《教会法法典》取代。该法对欧洲大陆法系的形成影响深远。